# Gladiolus brachyphyllus
Gladiolus brachyphyllus är en irisväxtart som beskrevs av F.Bolus. Gladiolus brachyphyllus ingår i släktet sabelliljor, och familjen irisväxter. Inga underarter finns listade i Catalogue of Life.